# Centre de formation interarmées au renseignement
Le centre de formation interarmées au renseignement (ou CFIAR), anciennement l'école interarmées du renseignement et des études linguistiques (ou EIREL), est un organisme de formation interarmées français situé à Creil. Il constitue la composante « instruction et formation » de la direction du Renseignement militaire (DRM).

## Historique
L'école interarmées du renseignement et des études linguistiques est créée le 1er septembre 1985. Elle succède au centre de langues et études étrangères militaires (CLEEM), fondé en 1946 et situé jusqu'alors à l’École militaire, place Joffre, à Paris. L'EIREL occupe le quartier Stirn au n°37 boulevard Clemenceau à proximité du centre-ville de Strasbourg, dans les locaux de l'ancienne École militaire de Strasbourg (EMS) qui préparait l'accès au concours de l'École militaire interarmes.
Cette école préparait les militaires français à l'international en leur enseignant des langues étrangères et en leur assurant une formation préventive au renseignement. Elle formait notamment les linguistes d'écoutes au russe, au serbo-croate, au chinois et à l'arabe.
Tous les militaires français allant servir en ambassade ou en état-major inter-allié devaient y conduire leur préparation de séjour.
Le 1er janvier 1994, l'EIREL est rattachée à la direction du Renseignement militaire (DRM) créée deux ans plus tôt.
La réforme de sa structure en a transféré l'enseignement académique des langues vers la direction des ressources humaines du ministère de la Défense (DRH-MD), l'organisme issu de cette transformation a pris le nom de centre de formation interarmées au renseignement (CFIAR) le 1er juillet 2006.
Déjà en 2006, des cours d'arabe y sont dispensés afin de former des élèves à des missions d'interception et de décryptage de messages codés lors de conversations téléphoniques, de localisation d'objectifs et de prévention d'attaques au Moyen-Orient.
Le CFIAR quitte Strasbourg au cours de l’été 2021 pour s'installer sur la base aérienne 110 de Creil aux côtés du siège de la direction du Renseignement militaire. La formation des linguistes reste localisée à Strasbourg.
Les derniers éléments du CFIAR présents à Strasbourg rejoignent finalement Creil le 18 juillet 2025.